# Fabbesjön
Fabbesjön är en sjö i Karlskrona kommun i Blekinge och ingår i Lyckebyåns huvudavrinningsområde. Sjön är 6,8 meter djup, har en yta på 0,283 kvadratkilometer och är belägen 67,4 meter över havet. Sjön avvattnas av vattendraget Lillån.

## Delavrinningsområde
Fabbesjön ingår i det delavrinningsområde (623815-149834) som SMHI kallar för Utloppet av Älmtasjön. Medelhöjden är 76 meter över havet och ytan är 15,5 kvadratkilometer. Det finns inga avrinningsområden uppströms utan avrinningsområdet är högsta punkten. Lillån som avvattnar avrinningsområdet har biflödesordning 2, vilket innebär att vattnet flödar genom totalt 2 vattendrag innan det når havet efter 14 kilometer. Avrinningsområdet består mestadels av skog (66 procent), öppen mark (12 procent) och jordbruk (11 procent). Avrinningsområdet har 0,77 kvadratkilometer vattenytor vilket ger det en sjöprocent på 5 procent.